# Cuban Rebel Girls
Cuban Rebel Girls ist ein US-amerikanischer Spielfilm aus dem Jahre 1959 von Barry Mahon mit Errol Flynn, der auch die Story geliefert hatte, in seiner letzten Filmrolle. 

## Handlung
Der Hollywood-Filmstar Errol Flynn reist in das Kuba der Umbruchszeit 1958/59, um die revolutionären Kräfte rund um Fidel Castro kennen zu lernen, die dem bisherigen Machthaber, dem von den USA gestützten Diktator Fulgencio Batista, eine empfindliche Niederlage zu bereiten scheinen. Flynn soll im Auftrag der konservativen Hearst-Presse eine längere Reportage über die Castro-Kommunisten und ihre etwaige Gefahr für die Vereinigten Staaten schreiben. Um Zugang zu den Guerilleros zu erhalten, wartet Flynn wie verabredet in einem Hotel darauf, dass eine Verbindungsagentin Castros namens Maria Rodriguez ihn kontaktiert. Sie bringt ihn zu einem anderen Mann, mit dem er einen Plan aufstellt, sein Privatflugzeug hinter die Regierungslinien zu fliegen, um zu den Rebellen in die Berge zu gelangen. Wohlbehalten kommt Flynn bei den Revoluzzern in den Bergen an. Wieder zurück in den Staaten, beginnt Flynn in einer Rückblende von seiner Begegnung mit besonders tapferen Rebellinnen zu erzählen, den titelgebenden „Cuban Rebel Girls“.
Es begann wie folgt: Die wohlhabende Kubanerin Jacqueline Dominguez begegnet ihrer Freundin Beverly Woods, eine Friseurin, und erzählt ihr über ihre Absicht, Waffen für die kubanischen Anti-Bastista-Rebellen zu kaufen. 50.000 Dollar hat sie dafür zusammengesammelt. In der Hoffnung, ihren Freund, einen Amerikaner namens Johnny Wilson, der in Kuba als Söldner arbeitet, wiedersehen zu können, willigt Beverly ein, Jacqueline zu begleiten. Beide junge Frauen beiden fliegen nach Key West in Florida, dem Kuba am nächsten gelegenen Punkt der USA, um den Waffentransport zu arrangieren. Sie treffen sich mit Kapitän Alvarez, dem Besitzer eines kleinen Bootes, der sie und die Waffenlieferung auf die gefährliche Reise nach Kuba mitnimmt, vorbei an der US-Küstenwache und der kubanischen Marine.
Währenddessen wird Maria in Havanna von Regierungspolizisten verhaftet. Aus Angst vor Folter und Mord flieht sie und entkommt nur knapp ihren Häschern. Kurz darauf erfährt die Polizei von Jacquelines Unterstützung der Rebellen und greift als Vergeltung die Zuckerrohrplantage ihrer Familie an. Obwohl Mrs. Dominguez gefangen genommen wird, gelingt es ihrem Bruder Raoul, zu fliehen und sich zusammen mit Maria der Rebellenarmee anzuschließen. Im Lager werden sie als neue Rekruten zum Kommandanten gebracht. Aus Maria, Jacqueline und Beverly, die eigentlich so unterschiedlicher Herkunft sind, werden schließlich die kubanischen Rebellinnen, die Flynn schließlich in den Mittelpunkt seiner Artikel stellen wird.
Castro-Anhänger Johnny, ein Veteran des Koreakriegs, ist mit Raoul befreundet und begrüßt ihn herzlich. Raoul und Johnny sind erfreut zu erfahren, dass Jacqueline und Beverly in dieser Nacht mit den Waffen am Strand ankommen. Rasch zeigt sich, dass der Guerillakrieg viel Improvisationskönnen und taktische Raffinesse einer Partisanentruppe abverlangt. Castros Unterstützer sind vom Glauben an ein besseres Kuba beseelt, besitzen bereits Erfahrungen von anderen Kriegsschauplätzen und kommen aus den verschiedensten Ländern. Was die meisten von ihnen antreibt, ist ihr Idealismus, und den Rest, etwa den Umgang mit neuen Waffen und taktische Vorgehensweisen, eignet man sich durch „learning-by-doing“ an.
Errol Flynn begleitet bei einer Aktion die Rebellinnen-Armee. Während Raoul Jacqueline hilft, einen Fluss auf dem Pferderücken zu überqueren, fällt Beverly ins Wasser, wird aber von Flynn gerettet, der das Gebiet im Rahmen seiner Infiltration des kubanischen Untergrunds erreicht hat. Flynn sitzt mit dem Trio zusammen und überredet sie, ihm ihre Geschichte zu erzählen. Als Raoul, Jacqueline und Beverly ins Lager zurückkehren, erfahren sie, dass Johnny ins nächste Lager gegangen ist und nur der Kommandant einen Überfall überlebt hat. Später diskutieren Maria, Jacqueline und Beverly über ihre mangelnde Ausbildung. Friseuse Beverly, die die Ernsthaftigkeit ihrer Lage nicht ganz begreift, betrachtet den Krieg noch als Abenteuer und sehnt sich danach, endlich ihren Johnny zu sehen. Nach dem Baden in einem Teich bringt Maria Beverly bei, wie man mit einer Waffe umgeht. Als sie fragt, warum Beverly sich engagiert, antwortet die Amerikanerin, dass jede Schlacht von Johnny auch die Ihre sei. 
In dieser Nacht plant der Kommandant, verloren gegangene Waffen zurückzuerobern, indem er den Lastwagen entführt, auf dem sie transportiert werden sollen. Die Truppe erwartet den Lastwagen an einem Bahnübergang, und Beverly und Maria werden in der Nähe postiert, um sie zu benachrichtigen, wenn sie den Lastwagen sich nähern sehen. Bevor sie ihre Positionen einnehmen, kommen Beverly und Johnny wieder zusammen. Johnny ist einerseits wütend auf Beverly, da sie sich mit der Ankunft auf Kuba unnötigerweise in Gefahr gebracht habe, umarmt sie jedoch andererseits. Bald darauf funkt Beverly, dass der Waffentransporter vorbeifährt, und der Überfall wird ein voller Erfolg. In dieser Nacht haben Beverly und Johnny ein romantisches Rendezvous auf den Feldern, werden aber von der Nachricht gestört, dass sie im Morgengrauen aufbrechen sollen, um acht weitere Zuckerfabriken anzugreifen, darunter auch die besetzte der Dominguez-Geschwister.
Maria und Beverly stehen während des Überfalls Wache, aber da die Rebellen zahlenmäßig unterlegen sind, befiehlt Johnny seinen Männern, sich zurückzuziehen. Als Maria und Beverly gefangen genommen werden, erhält Johnny einen Schuss in den Arm. Beverly sieht, wie er von den Regierungssoldaten verschleppt wird, und in der Annahme, dass er tot ist, reißt sie sich von ihrem Entführer los und verfolgt sie, um schließlich die Rebellen sicher zu erreichen. Der Kommandant informiert Beverly, dass sich Batistas Männer zurückgezogen haben, weil ihre Truppen die Versorgungsleitungen gekappt haben. Die Rebellen greifen erneut an und erobern diesmal die Zuckerfabrik. Ihre Siegesfeier wird jedoch durch die Entdeckung der gefolterten und ermordeten Maria getrübt. Nach ihrer Beerdigung drängen Jacqueline und Raoul Beverly, nach Hause zurückzukehren, aber sie hat erkannt, dass sie an ihren Kampf glaubt, und marschiert mit den Rebellen zum nächsten Lager.
Im Laufe der Wochen behandelt Beverly die Verwundeten, während die Rebellen von Sieg zu Sieg schreiten. Eines Tages behandelt sie Flynn, der sich leicht am Bein verletzt hat. Er fragt sie nach Johnny, und als er erfährt, dass dieser immer noch vermisst wird, rät er Beverly, nicht die Hoffnung zu verlieren. Als sich Castros Rebellenarmee Havanna nähert, flieht Diktator Batista schließlich in die USA. Eine jubelnde Menge begrüßt Fidel Castro als ihren neuen Anführer. Beverly ist Teil der großen Siegesparade, wo sie Johnny entdeckt, der kürzlich aus dem Gefängnis entlassen wurde. Während sie sich umarmen, hält Errol Flynn, seine Abreise vorbereitend, eine kurze Ansprache zur Tapferkeit der Rebellen und wünscht allen jungen Männern und Frauen, die auf der Welt für politische Freiheit kämpfen, viel Glück.

## Produktionsnotizen
Gedreht 1959 auf Kuba, wurde Cuban Rebel Girls am 25. Dezember 1959 uraufgeführt. Der Streifen wurde auch unter dem Titel Assault of the Rebel Girls geführt. In Deutschland wurde diese Produktion nie gezeigt.

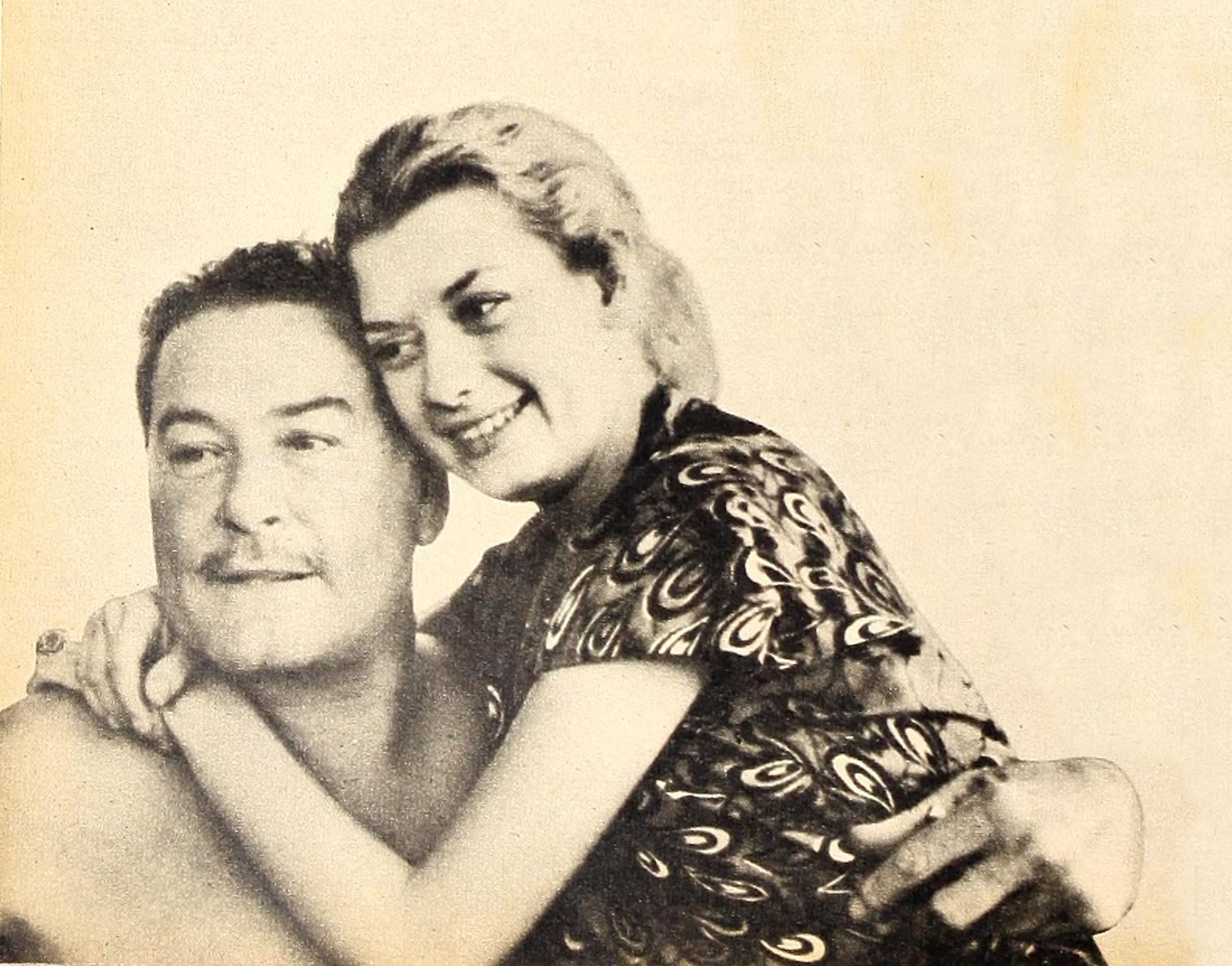
Spielen die Hauptrollen: Errol Flynn und Beverly Aadland

## Wissenswertes
Flynn, berüchtigt für seine Vorliebe für jugendliche und oftmals sogar minderjährige Gespielinnen, war zu diesem Zeitpunkt mit der 17-jährigen Beverly Aadland (beide im Foto rechts), die er bestmöglich zu protegieren versuchte, liiert. Nach der in Cuban Rebel Girls vermittelten Hauptrolle und einhergehend mit seinem frühen Tod noch vor der Weltpremiere dieses Films verschwand Aadland komplett aus dem Blickfeld der Öffentlichkeit; einen weiteren Film drehte sie nicht mehr.

## Kritiken
Die kuriose, amateurhafte Außenseiterproduktion mit Hollywoods einstigem Leinwandidol der 1930er und 1940er Jahre fand kaum Beachtung. Die wenigen Kritiken fielen dementsprechend sehr verhalten bis verheerend aus.
Die New York Times urteilte: „Flynn und seine Mitarbeiter bieten wenig Unterhaltsames, Künstlerisches oder Informatives in diesem weitgehend statischen, notdürftig zusammengeschusterten Independent-Abenteuer … Man kann Herrn Flynn nicht vorwerfen, dass er während dieser phlegmatischen Abläufe den Anschein erweckt, sehr, sehr müde zu sein.“
Die Los Angeles Times befand: „Das einzige Interesse, das dieser Film möglicherweise erwecken könnte, ist, dass dies der letzte Auftritt des verstorbenen Errol Flynn vor der Filmkamera ist. (…) Die Handlung ist schwach und schlechte Regie und Schnitt tragen nur zur Verwirrung bei. Die übrige Besetzung ist belanglos und ihr Schauspiel, wenn man das so nennen kann, steht auf Augenhöhe mit der durchweg schlechten Gesamtinszenierung. Es ist ein trauriges Ende für einen der strahlendsten Schauspieler unserer Zeit.“
Für den Movie & Video Guide war der Film eine „Peinlichkeit“, Das große Personenlexikon des Films bezeichnete den Streifen als „völlig mißraten“.